# Пилипенко Антон Петрович
Анто́н Петро́вич Пилипе́нко (13 квітня 1903, Корнин, Російська імперія — 25 березня 1944, Вороновиця, СРСР) — радянський військовик, генерал-майор Червоної армії. Учасник Другої світової війни. Кавалер двох Орденів Леніна, Ордена Червоного Прапора та Ордена Вітчизняної війни І ступеня.

## Життєпис
Антон Пилипенко народився у містечку Корнин, що на Житомирщині. У серпні 1922 року через Київський міський військовий комісаріат записався на добровільну службу до Червоної Армії. Від початку німецько-радянської війни перебував у лавах діючої армії. Спершу воював на посаді начальника штабу 62-ї стрілецької дивізії. Планував важкі бойові операції підрозділу в умовах оточення, що дозволило розірвати кільце з великими втратами для німецьких військ.
Після присвоєння звання «генерал-майора» був призначений на посаду начальника штабу 38-ї армії Воронезького фронту. За його безпосередньої участі розроблялися операції зі звільнення багатьох великих населених пунктів України, в тому числі Сум, Білопілля, Києва, Житомира, Брусилова, Вінниці, Жмеринки. Під час бойових дій перебував здебільшого на передовій, брав участь в організації спротиву німецьким контратакам.
Трагічно загинув у авіаційній катастрофі 25 березня 1944 року поблизу міста Вороновиця у Вінницькій області. В той день він з дозволу командуючого армією генерал-полковника Кирила Москаленка та члена військової ради армії генерала Єпішева вилетів навідати нещодавно звільнені рідні місця на літаку По-2, однак дорогою літак зазнав аварії.
Похований на Меморіалі Вічної Слави у Києві.

## Нагороди
- Орден Леніна (17 листопада 1943) — за зразкове виконання бойових завдань командування на фронті боротьби з німецькими загарбниками та виявлені при цьому доблесть та мужність[3][6]
- Орден Леніна (4 лютого 1943) — за зразкове виконання бойових завдань командування на фронті боротьби з німецькими загарбниками та виявлені при цьому доблесть та мужність[7]
- Орден Червоного Прапора (31 серпня 1941) — за зразкове виконання бойових завдань командування на фронті боротьби з німецькими загарбниками та виявлені при цьому доблесть та мужність[2]
- Орден Вітчизняної війни I ст. (21 червня 1944, посмертно) — за зразкове виконання бойових завдань командування на фронті боротьби з німецькими загарбниками та виявлені при цьому доблесть та мужність[4]